# Гуго де Фріз
Гуго де Фріз (нід. Hugo de Vries; нар. 16 лютого 1848, Гарлем, Нідерланди — ⁣21 травня 1935, Люнтерен, Нідерланди) — голландський ботанік, генетик.

## Коротка біографія
Здобув освіту у Лейденському університеті, з 1866 року вивчав там ботаніку і захистивши в 1870 році дипломну роботу про вплив тепла на коріння рослин, декілька місяців слухав лекції з хімії та фізики у Гейдельберзькому університеті та працював у лабораторії Юліуса Закса у Вюрцбурзі.
У 1878–1918 роках був професором Амстердамського університету, а також директором Амстердамського ботанічного саду. З 1918 року працював у Люнтерні у своєму маєтку.
У 1877 році вперше виміряв осмотичний тиск у рослин, ввів поняття плазмолізу та деплазмолізу.
Перевідкрив та підтвердив у 1900 році, одночасно з К. Е. Корренсом та Е. Чермак-Зейзенеггою (1871–1962) закони Грегора Менделя.
Дійшов висновку, що вид може розпадатися на різні види, спостерігаючи мінливість енотери (Oenothera). Це явище де Фріз назвав мутаціями, вважаючи що біологічні види час від часу знаходяться у фазі мутування. Розробив мутаційну теорію.
Де Фріз дійшов до переконання, що нові види не виникають шляхом поступового накопичення безперервних флуктуаційних змін, як вважали дарвіністи, а шляхом раптової появи різких змін, що перетворюють один вид в інший. Вже й раніше подібні думки висловлював російський ботанік С. І. Коржинський, однак він не підкріпив своїх поглядів настільки об'ємним фактичним матеріалом, як це зробив де Фріз.
Появу цих раптових змін, що перетворюють один вид на інший, де Фріз назвав мутацією. Тривалі пошуки виду, який мав би ці мутаційні зміни, залишалися безрезультатними до того часу, поки де Фріз не знайшов близько Гілверсума поблизу Амстердама (1886) велика кількість дворічних дикорослих рослин з виду Енотера Ламарка (Oenothera lamarckiana). Рослини цього виду своєю поведінкою повністю відповідали поглядам де Фріза на процес еволюції.
Згодом з'ясувалося, що для видів роду Oenothera характерний поліморфізм по транслокаціях (тип хромосомних перебудов). У результаті схрещування рослин з різним набором транслокацій та подальшого розщеплювання, утворювалися нащадки з хромосомами різної структури, що призводило до зміни фенотипу.
Уявлення де Фріза про стрибкоподібність еволюції отримало подальший розвиток в теоріях сальтаціонізму.

## Нагороди та почесті
У 1878 році де Фріз став членом Нідерландської королівської академії наук. У травні 1905 де Фріз був обраний іноземним членом Лондонського королівського товариства. У 1910 році був обраний членом Шведської королівської академії наук. Нагороджений медаллю Дарвіна у 1906 році та медаллю Ліннея у 1929 році.

## Публікації
- The Mutation Theory (німецьке видання, 1900–1903), (англійське видання, 1910–1911).
- Species and Varieties: Their Origin by Mutation. — 1905.
- Plant Breeding — 1907 (німецький переклад, 1908).
- Intracellular Pangenesis [Архівовано 8 листопада 2017 у Wayback Machine.]. — Чикаго, 1910.